# Kakkalur
Kakkalur es una ciudad censal situada en el distrito de Tiruvallur en el estado de Tamil Nadu (India). Su población es de 14528 habitantes (2011). Se encuentra a 2 km de Tiruvallur y a 40 km de Chennai.

## Demografía
Según el censo de 2011 la población de Kakkalur era de 14528 habitantes, de los cuales 7290 eran hombres y 7238 eran mujeres. Kakkalur tiene una tasa media de alfabetización del 90,38%, superior a la media estatal del 80,09%: la alfabetización masculina es del 94,91%, y la alfabetización femenina del 85,82%.